# 皮爾遜峰
皮爾遜峰（英語：Pearson Peak）是南極洲的山峰，位於瑪麗伯德地，處於麥高峰以南1.9公里，美國地質調查局根據測量和美國海軍拍攝的空中照片繪入地圖，現時由南極條約體系管理。